# Lexus RX
Der Lexus RX ist ein seit August 1997 produziertes Sports Utility Vehicle der Toyota-Premiummarke Lexus. Ursprünglich war das Fahrzeug nicht für den europäischen Markt vorgesehen, wurde jedoch im Herbst 2000 auch dort eingeführt.
Mittlerweile wird das Fahrzeug weltweit unter dem Markennamen Lexus verkauft. Da Lexus in Japan erst 2006 als unabhängige Marke eingeführt wurde, wurden die ersten beiden RX-Generationen dort als Toyota Harrier verkauft. Eingeführt wurde das SUV im Dezember 1997 in Japan und Mitte 1998 in Nordamerika. Der Lexus RX war damit eines der ersten SUVs auf dem Markt. Bis zur fünften Generation Ende 2022 wurden weltweit 3,5 Millionen, in Europa 300.000 RX verkauft.

## XU1 (1997–2003)
Die von Sommer 1997 bis Frühjahr 2003 gebaute erste RX-Generation gab es in Europa nur mit dem 3,0-Liter-V6-Motor (148 kW). Die Karosserie des RX gestaltete Sotiris Kovos.
Auf dem deutschen Markt spielte der RX zunächst praktisch keine Rolle. Anders in Amerika und Japan, wo er schnell zum Marktführer avancierte. In Verbindung mit den beiden Vierzylinder-Motoren wurde der RX ausschließlich mit Vorderradantrieb angeboten.
Im Herbst 2000 wurde das Design gründlich überarbeitet.

### Motoren
- 2,2-Liter-4-Zylinder-Ottomotor mit 103 kW (140 PS)
- 2,4-Liter-4-Zylinder-Ottomotor mit 118 kW (160 PS)
- 3,0-Liter-V6-Zylinder-Ottomotor mit 148 kW (201 PS)

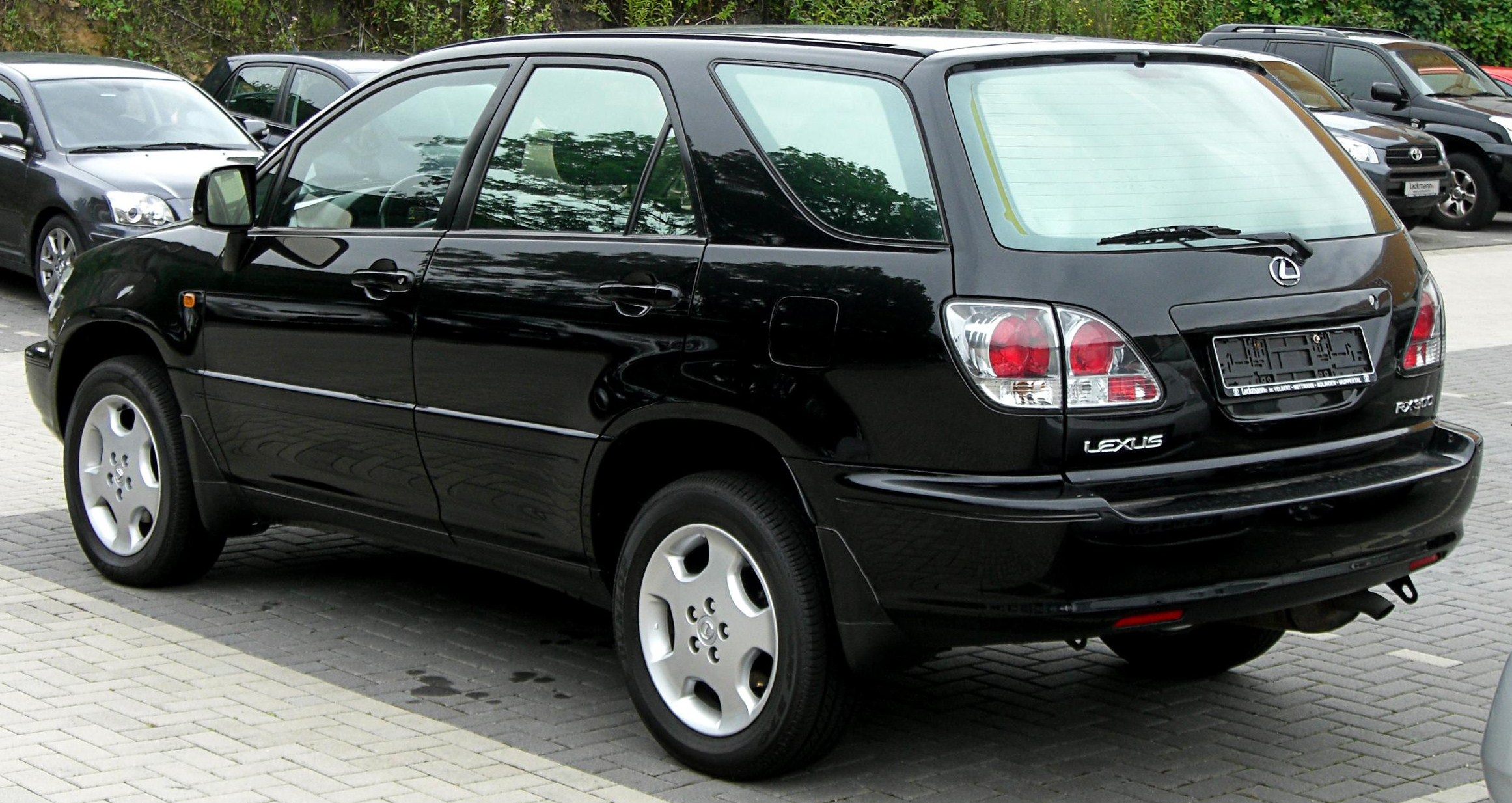
Heckansicht
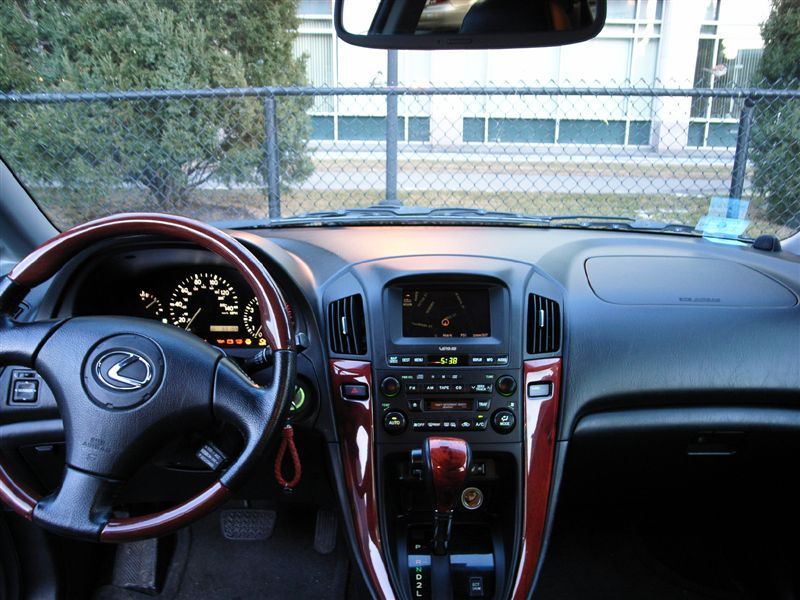
Cockpit

### RX 300 TTE
Ab 2001 konnte man den RX 300 beim hauseigenen Toyota und Lexus Tuner TTE mit
anderen Karosserie-, Motor- und Fahrwerkskomponenten aufwerten.
2002 folgte ein TTE Kompressor-Kit.

### RX 300 mit Kompressor-Kit
- 3,0-Liter-V6-Zylinder-Ottomotor mit 182 kW (248 PS)

## MCU (2003–2009)
Im Januar 2003 wurde auf der North American International Auto Show der nicht wesentlich veränderte Nachfolger vorgestellt. Der 3,0-Liter-Motor im RX 300 für Europa leistete nun 150 kW statt 148 kW, während es in Nordamerika im RX 330 einen 3,3-Liter-Motor gab. Wichtigste Neuheiten waren ein neues 5-Stufen-Automatikgetriebe mit Schaltgasse für manuelle Gangwechsel und eine neue Luftfederung.
In der japanischen Version (Toyota Harrier) wurde der weltweit erste Notbremsassistent eingeführt.
Mit der Modellpflege im Frühjahr 2006 gab e im RX 350s für Europa einen neuen V6-Motor. Neuerungen der zweiten Generation waren eine Mark-Levinson-Hi-Fi-Anlage (210 Watt) mit elf Lautsprechern, eine verbesserte GPS-Navigation, ein Rear-DVD-Entertainment-System mit drahtlosen Kopfhörern, ein Panorama-Schiebedach, eine elektrisch schließende Heckklappe, Xenon-Scheinwerfer mit Kurvenlicht und eine semiaktive Luftfederung (nicht im Hybrid) optional erhältlich.

### Modelle
- RX 300: 3,0-Liter-V6-Zylinder-Ottomotor mit 150 kW (204 PS)
- RX 350: 3,5-Liter-V6-Zylinder-Ottomotor mit 203 kW (276 PS)
- RX 400h: Hybridantrieb mit 3,3-Liter-V6-Zylinder-Ottomotor mit 155 kW (210 PS) und Elektromotoren; insgesamt 200 kW (272 PS)

| Modell                             | 300 (DE)           | 330 (USA)          | 350                | 400h (ohne Hybridmotoren)                                 |
| ---------------------------------- | ------------------ | ------------------ | ------------------ | --------------------------------------------------------- |
| Zylinderzahl                       | 6                  | 6                  | 6                  | 6                                                         |
| Hubraum (cm³)                      | 2995               | 3310               | 3456               | 3311                                                      |
| Max. Leistung (kW/PS bei 1/min)    | 150/204 bei 5600   | 169/228 bei 5600   | 203/276 bei 6200   | 155/211 bei 5600 200/272 (Systemleistung)                 |
| Max. Drehmoment (Nm bei 1/min)     | 283 bei 4500       | 325 bei 4500       | 342 bei 4700       | 288 bei 4400                                              |
| Höchstgeschwindigkeit (km/h)       | 200                | 200                | 200                | 200                                                       |
| Getriebe (Serienmäßig)             | 5-Stufen-Automatik | 5-Stufen-Automatik | 5-Stufen-Automatik | Zwei Elektromotoren/Generatoren mit Überlagerungsgetriebe |
| Beschleunigung von 0–100 km/h, (s) | 9,0                | 10,4               | 7,8                | 7,6                                                       |
| Verbrauch kombiniert (l/100 km)    | 12,2               | 12,2               | 11,2               | 8,1                                                       |

### Hybrid
Als das zweite überhaupt verfügbare Hybrid-Modell war der im Frühjahr 2005 in den Vereinigten Staaten und Japan eingeführte RX 400h seit Frühjahr 2006 auch in Europa erhältlich.
Der Antrieb ist ein Hybrid Synergy Drive mit einem V6-Motor und zwei elektrischen Maschinen, zusätzlich treibt ein weiterer mechanisch unabhängiger Elektromotor die Hinterachse an. Gegenüber dem konventionellen Modell wurde die Rücksitzbank leicht angehoben, um Platz für die NiMH-Batterie zu schaffen. Außerdem wurde das Design leicht verändert. Es umfasste Metalleinfassungen anstatt Holzdekor, runde Nebelleuchten, ein geändertes Armaturenbrett sowie einen Kühlergrill mit waagerechten anstatt senkrechter Streben.
Die durch das Hybridsystem begrenzte Höchstgeschwindigkeit betrug 200 km/h. Der kombinierte Verbrauch wurde mit 8,1 l/100 km Superbenzin angegeben.

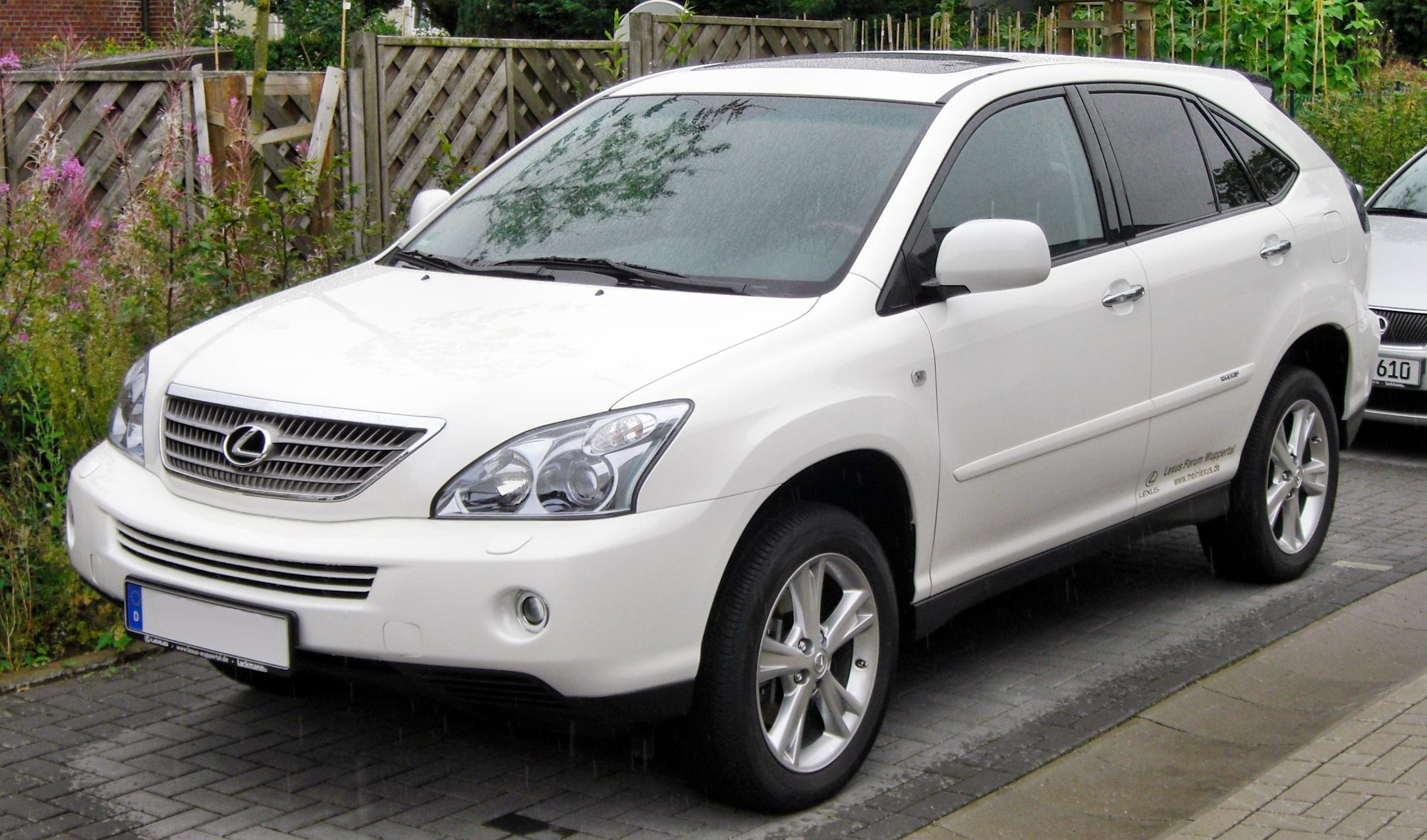
Lexus RX 400h (2006–2009)
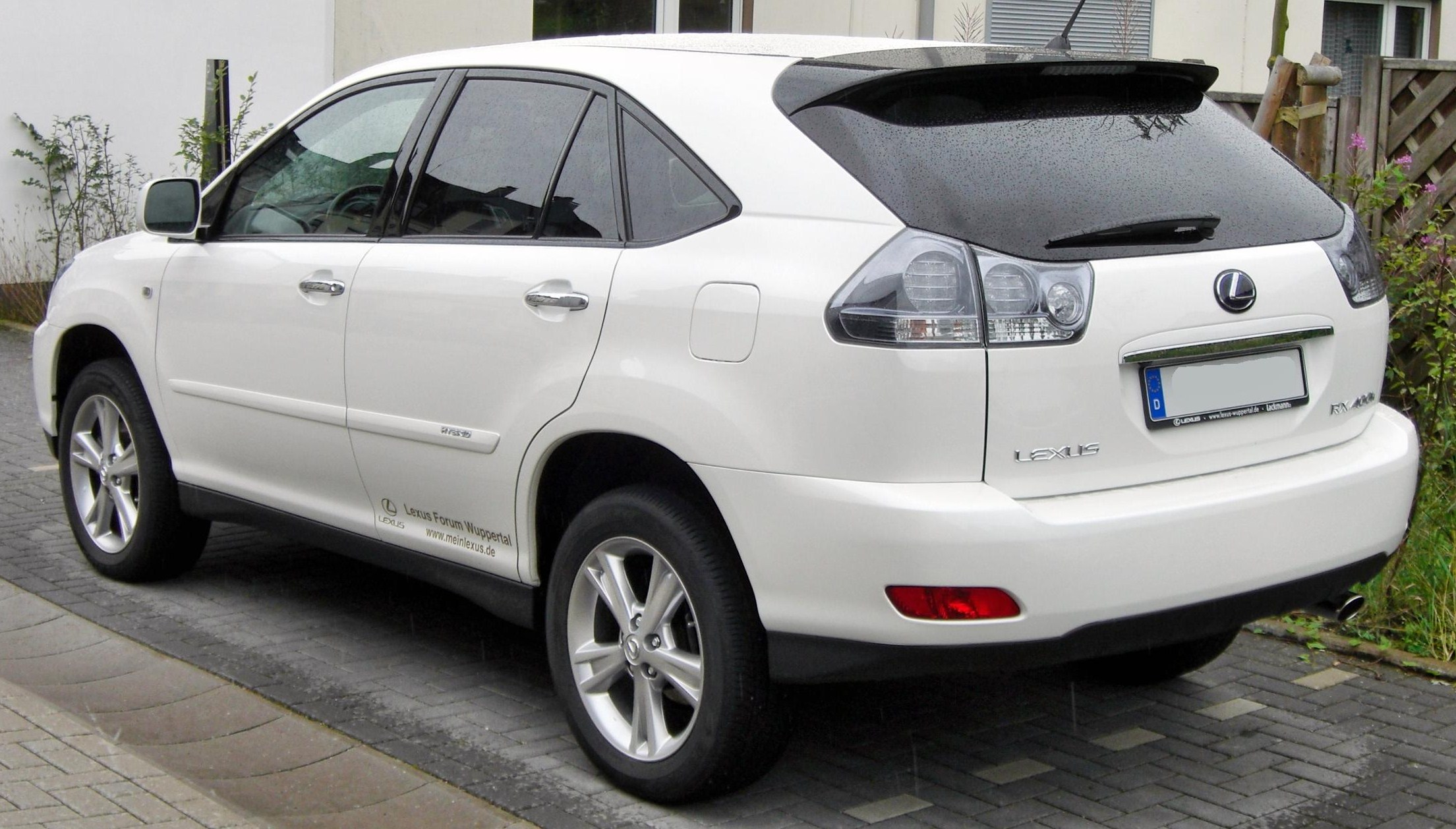
Heckansicht
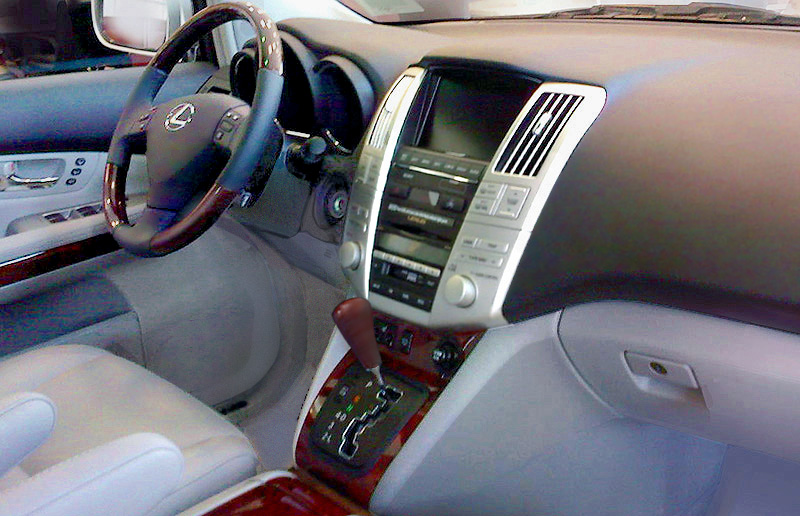
Cockpit

## AGL1/GGL1/GYL1 (2009–2015)
Ab April 2009 war die dritte Generation des RX bei den deutschen Händlern erhältlich. Der neue Lexus gewann in der Länge und Breite, wurde aber flacher und ca. 100 kg schwerer. Als Motoren standen der erstarkte 3,5-Liter-V6 mit 203 kW (277 PS) vom Vorgängermodell und der aus dem GS bekannte 450h (Hybrid) zur Verfügung.
Der Motor lief als Neuerung in einem sogenannten Atkinson-Zyklus, um innermotorische Reibungen zu minimieren und den Kraftstoffverbrauch insgesamt zu reduzieren.
Der Mangel an Drehmoment bei niedrigen Drehzahlen wurde durch das Hybridsystem mit Elektromotoren kompensiert.

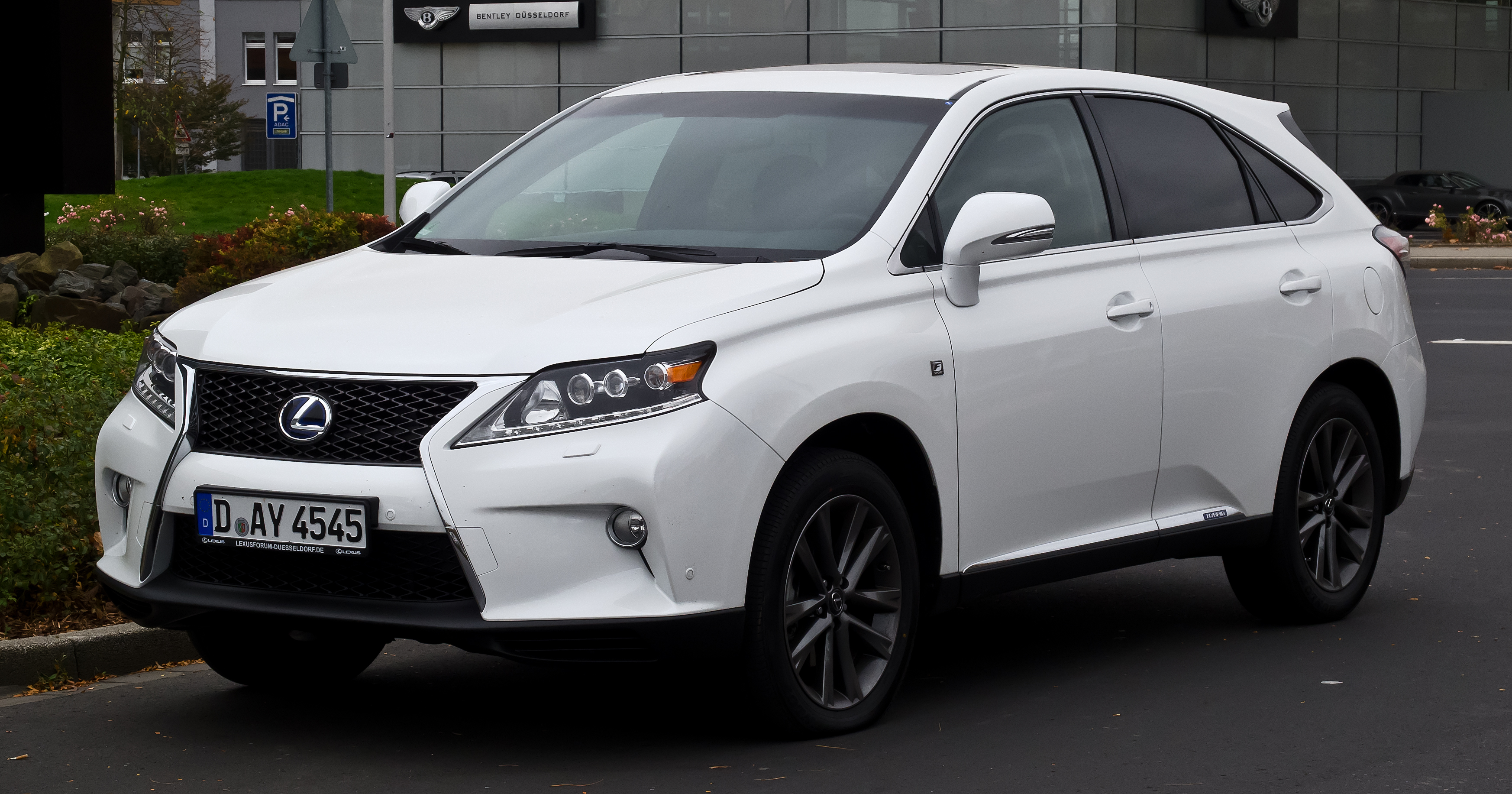
Lexus RX 450h (2012–2015)
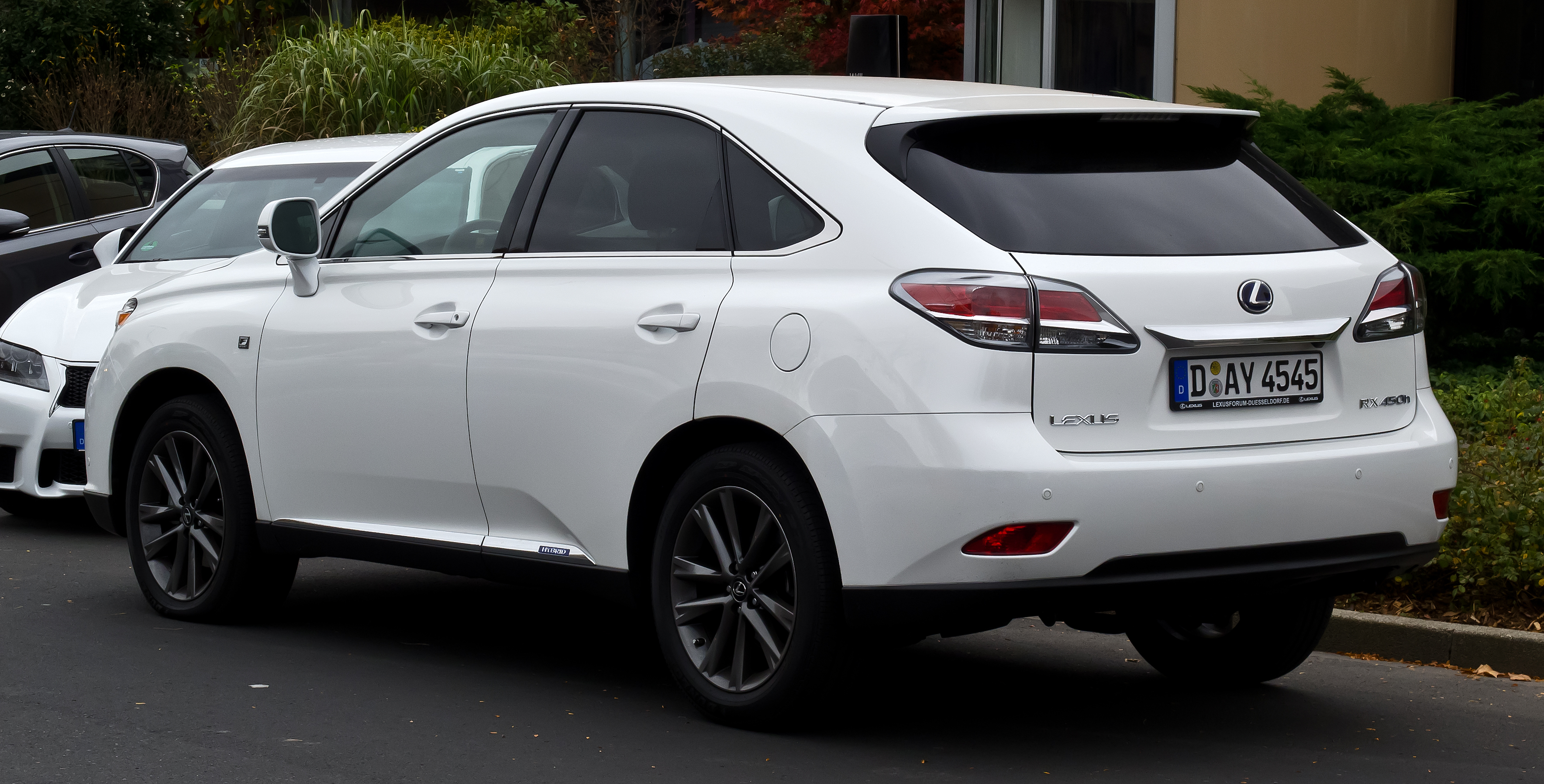
Heckansicht
- Cockpit

Auf dem Genfer Automobilsalon 2012 wurde ein überarbeitetes Modell des RX 450h vorgestellt, das im Juni auf den deutschen Markt kam. Als zusätzliche Ausstattungsoption wurde eine sportlich ausgelegte F-Sport-Variante angeboten.

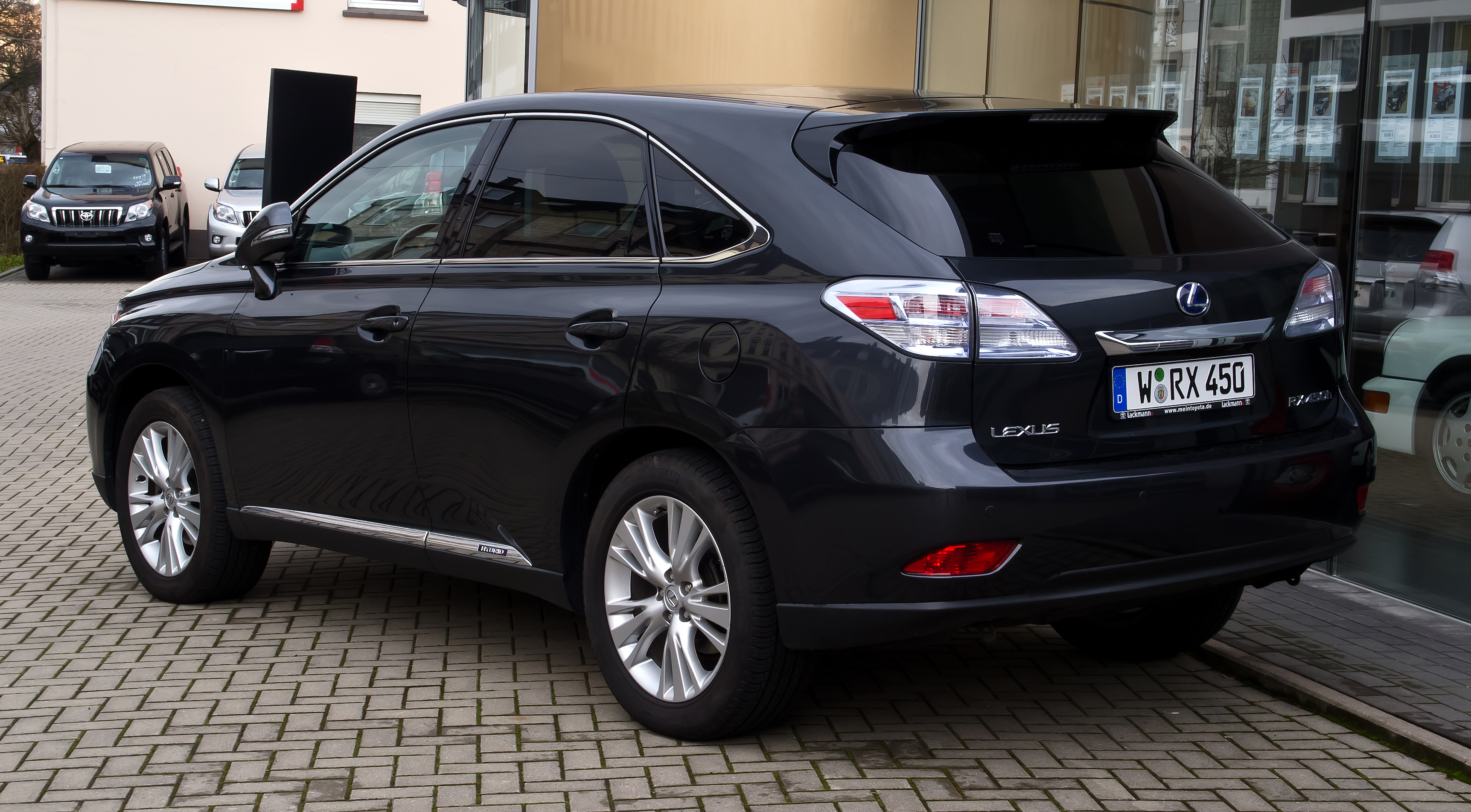
Lexus RX 450h (2012–2015)
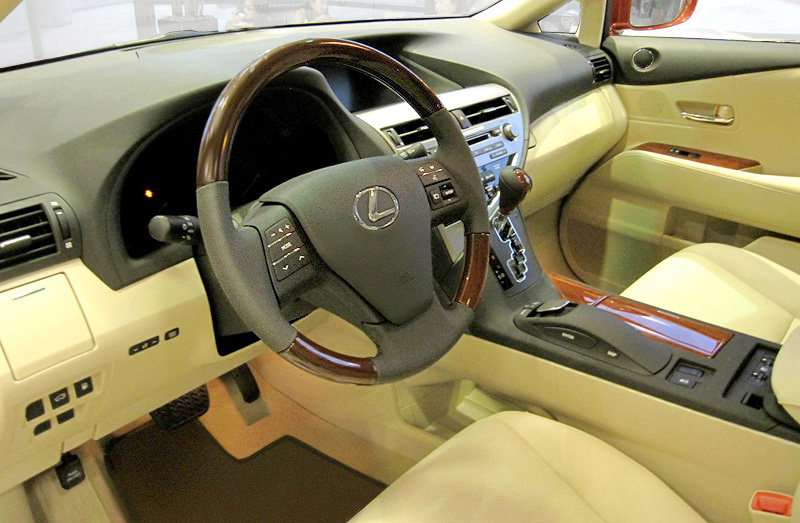
Heckansicht

### Lexus RX 450h – technische Daten
- Motor: 3,5-Liter-V6-Benziner
- Leistung: 183 kW/249 PS
- Drehmoment: 317 Nm/4800/min
- Zwei Elektromotoren mit 123 kW/167 PS und 50 kW/68 PS, 335 und 139 Nm
- gesamte Systemleistung 220 kW/299 PS
- Beschleunigung (0–100 km/h): 7,8 s
- Höchstgeschwindigkeit: 200 km/h
- Verbrauch: 6,3 Liter Super auf 100 km
- CO2-Ausstoß: 148 g/km

## AGL20 (2015–2022)
| Sterne im Euro-NCAP-Crashtest (2015) | 5 Sterne im Euro-NCAP-Crashtest |

Auf der New York International Auto Show wurde im April 2015 die vierte Generation der Baureihe vorgestellt. Die Markteinführung in Deutschland erfolgte im November 2015.
Das Design wurde an die aktuelle Lexus-Formensprache angepasst. Neben dem floating-roof design, welches sich in einer eingefärbten C-Säule zeigt, sticht vor allem der überarbeitete Kühlergrill hervor (Spindle Grille).
Der Radstand wurde um 50,8 mm verlängert.
Auf der LA Auto Show im November 2017 präsentierte Lexus mit dem RX L eine um elf Zentimeter längere Version. Sie ist mit sechs oder sieben Sitzplätzen erhältlich.
Ende Mai 2019 wurde eine überarbeitete Version des RX präsentiert.

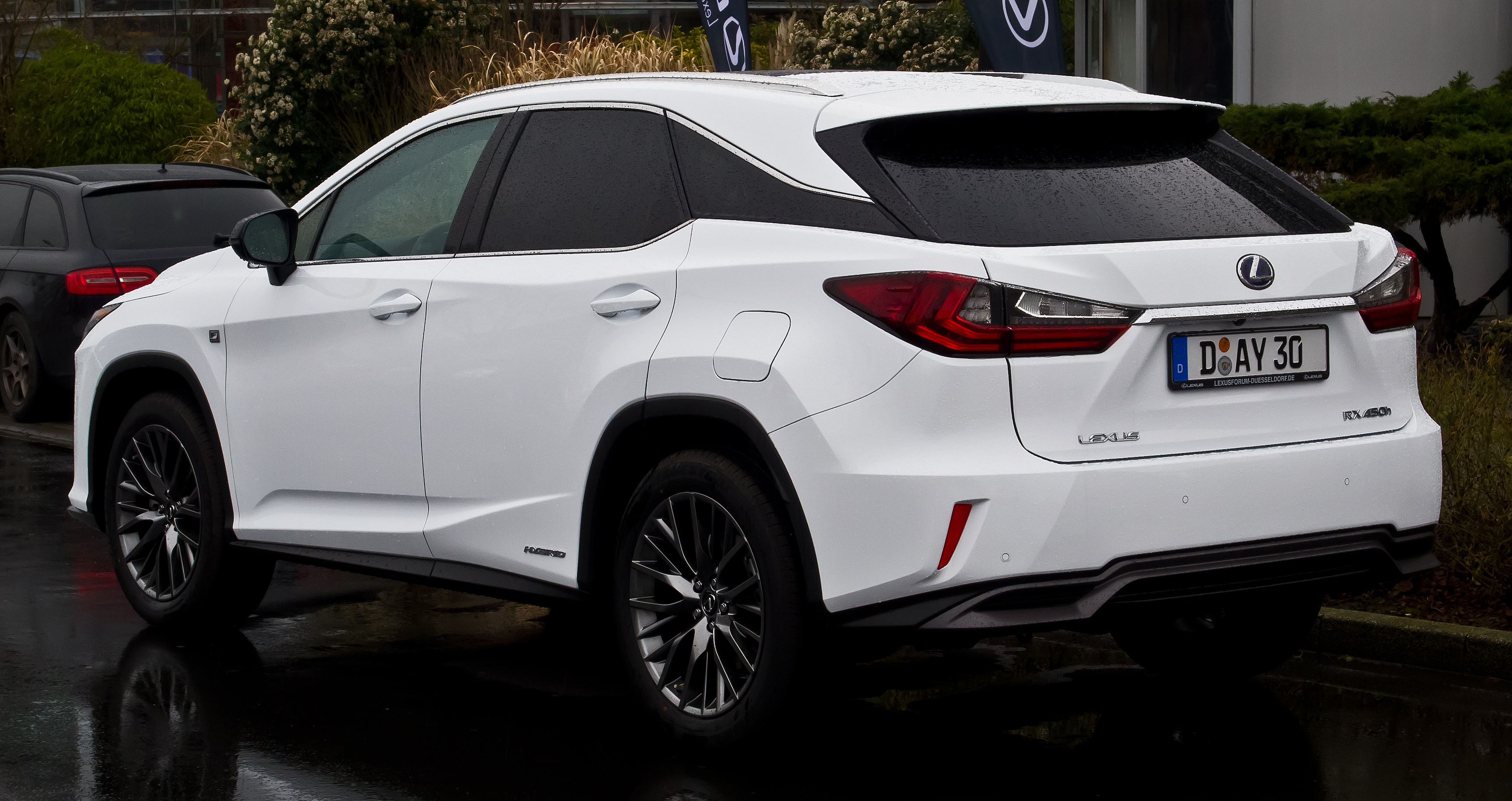
Heckansicht
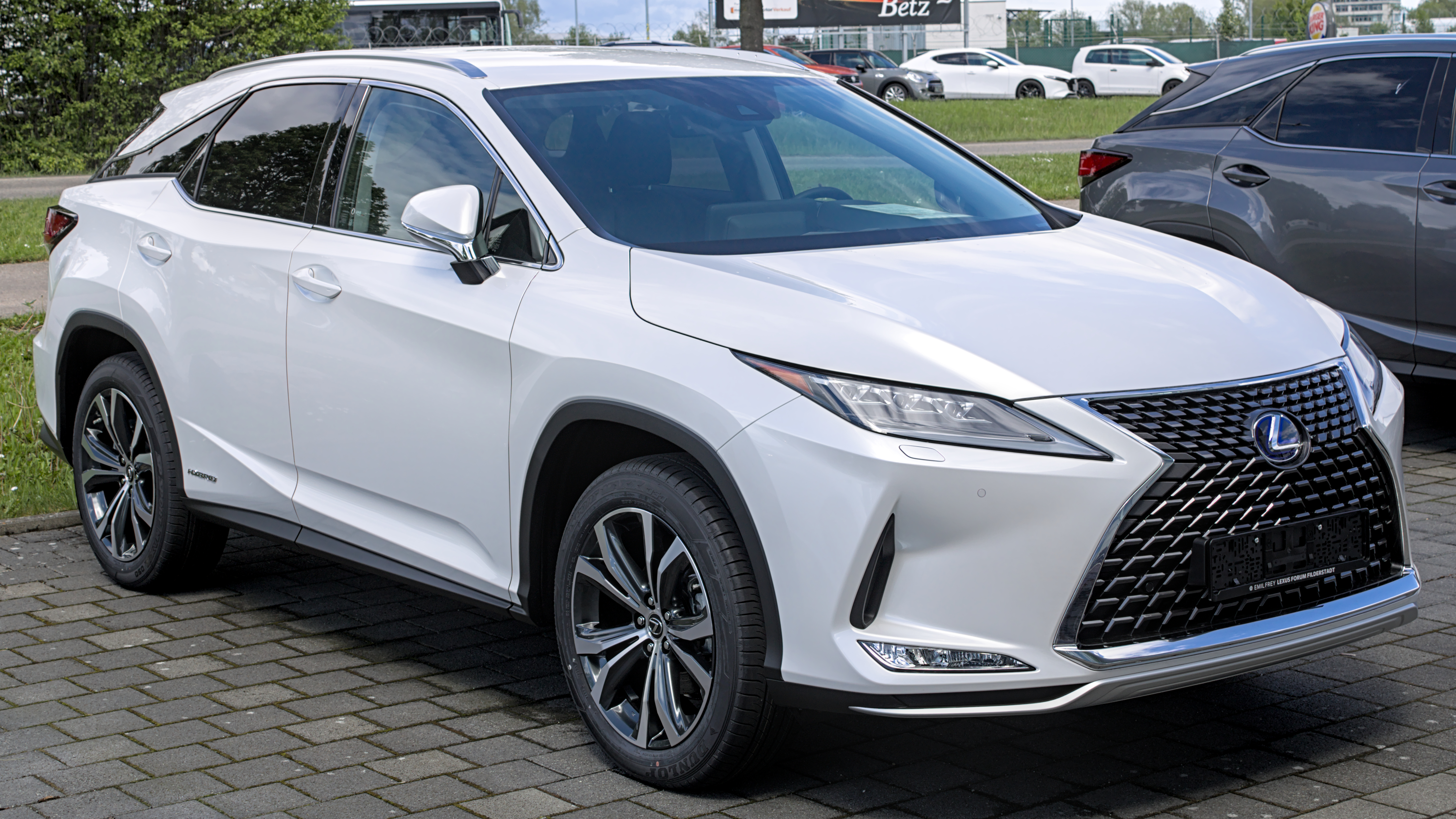
Lexus RX 450h (2019–2022)
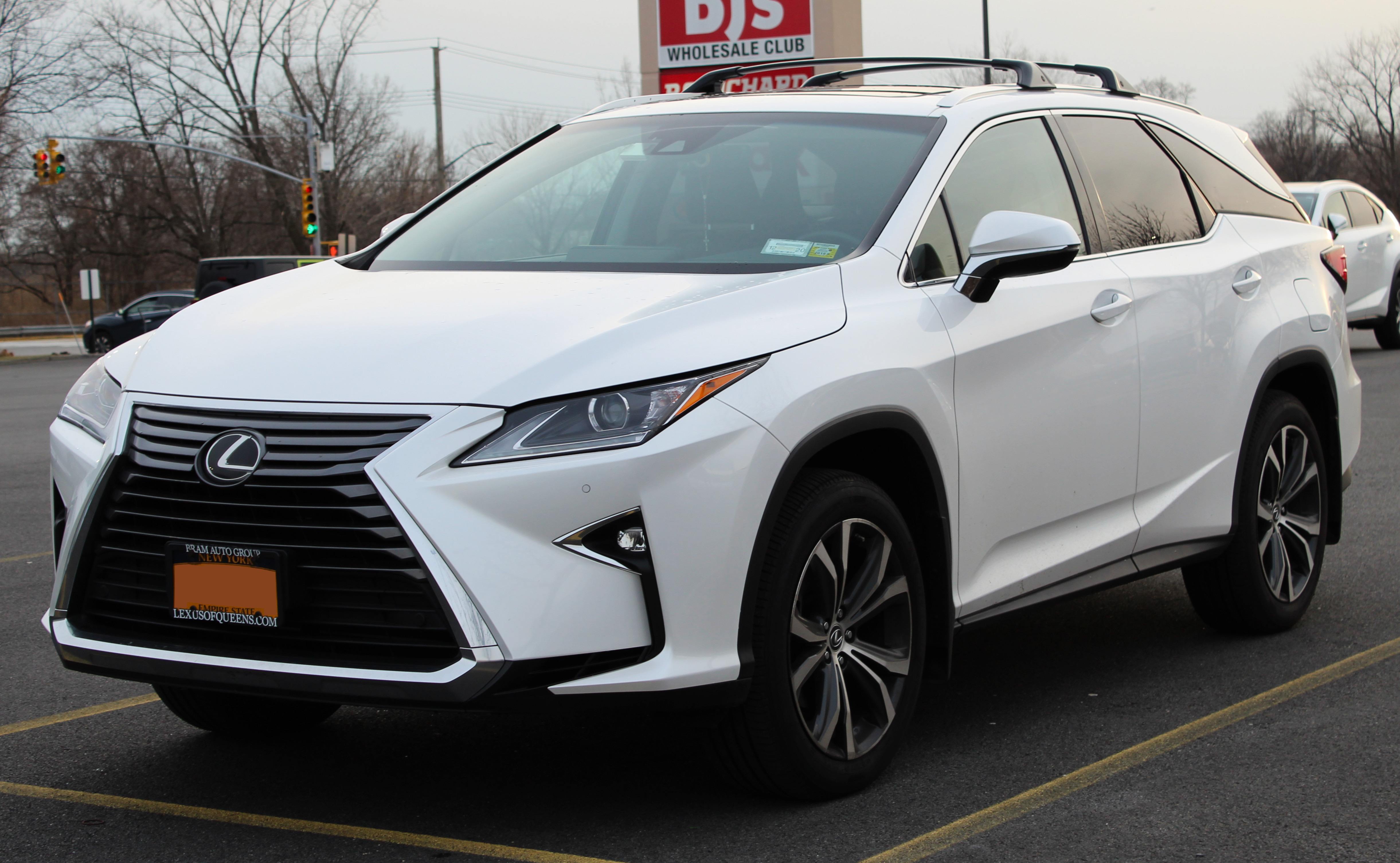
Lexus RX 350 L (2017–2019)
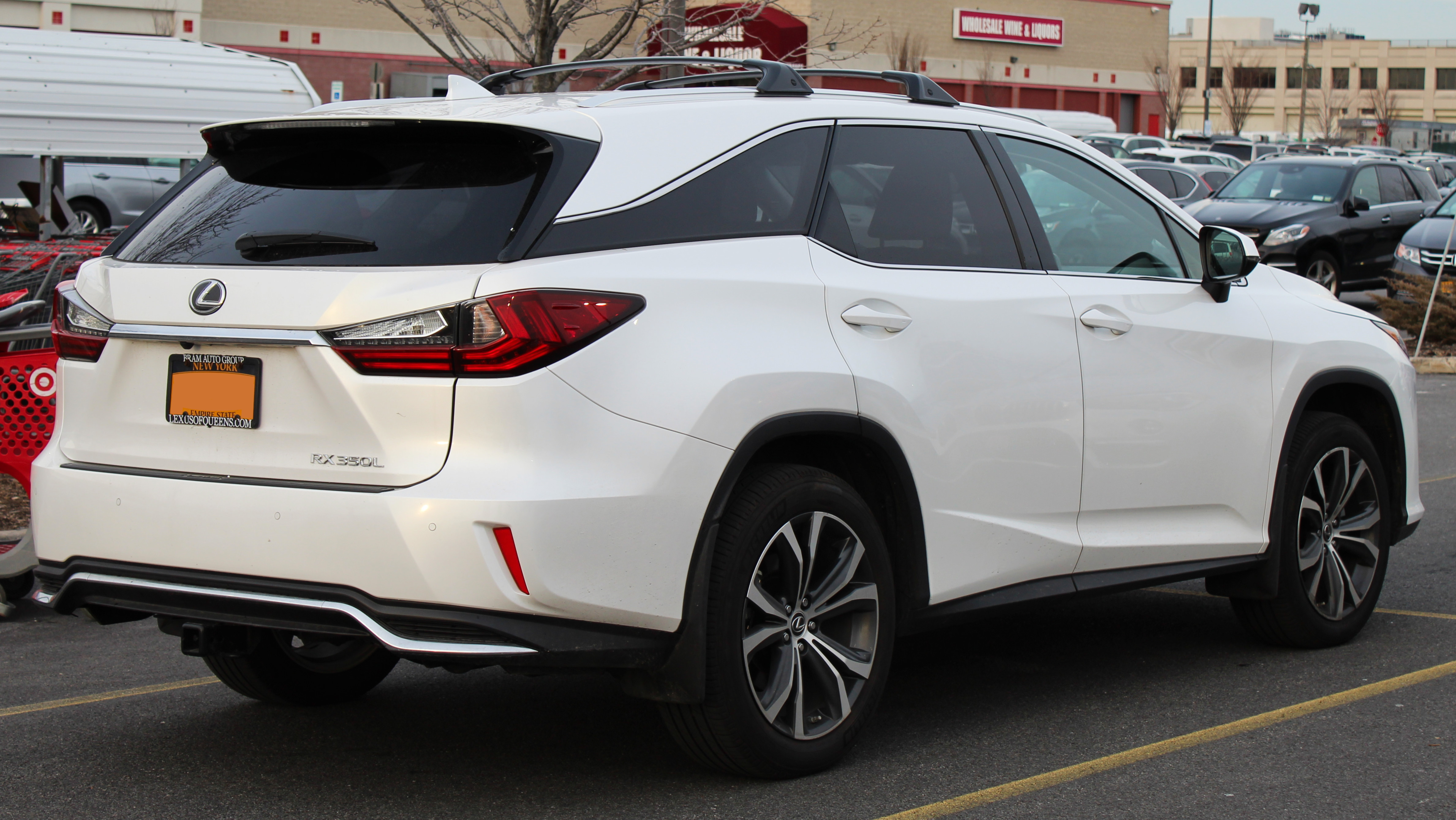
Heckansicht
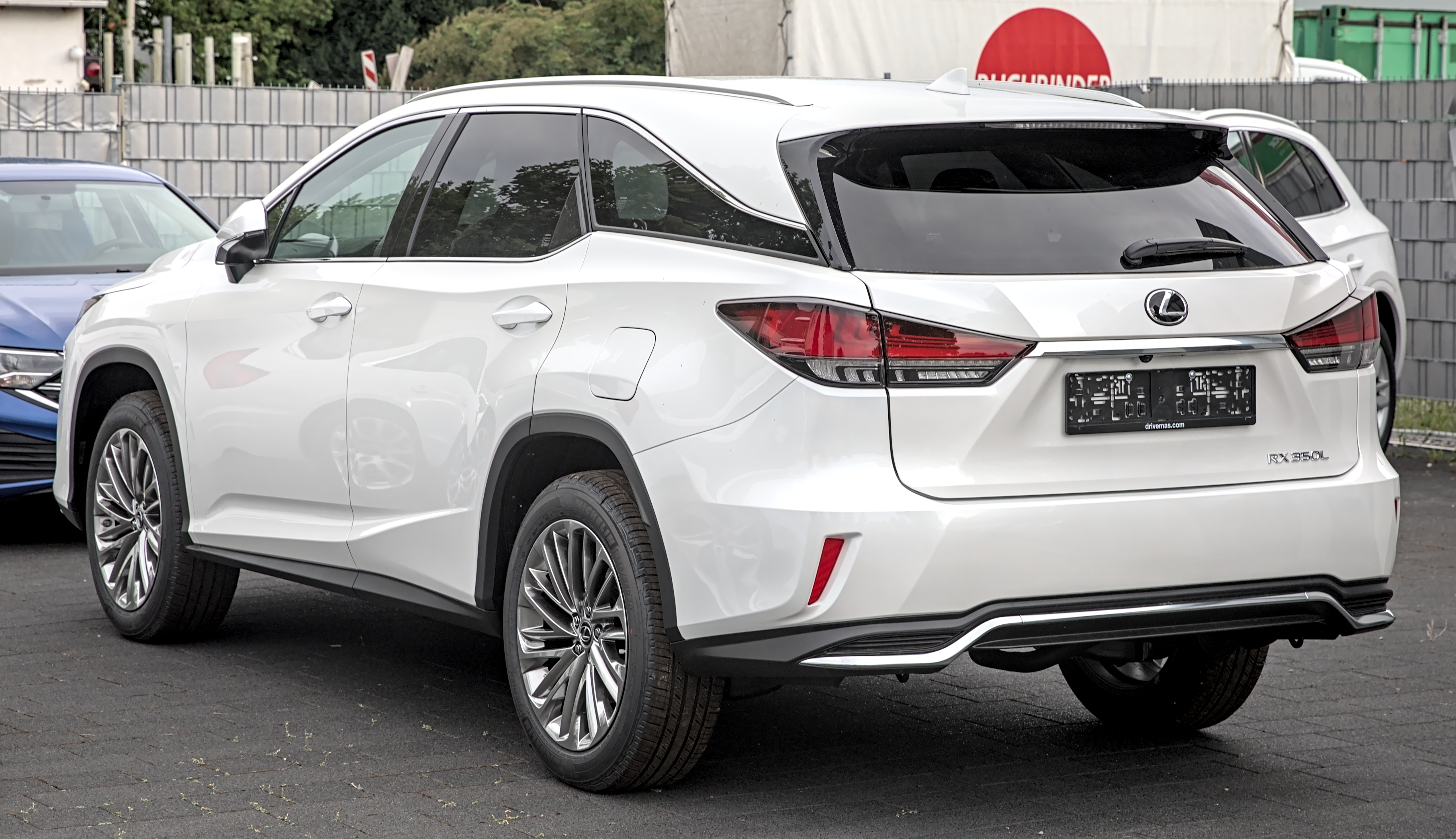
Lexus RX 350 L (2019–2022)

### Technische Daten

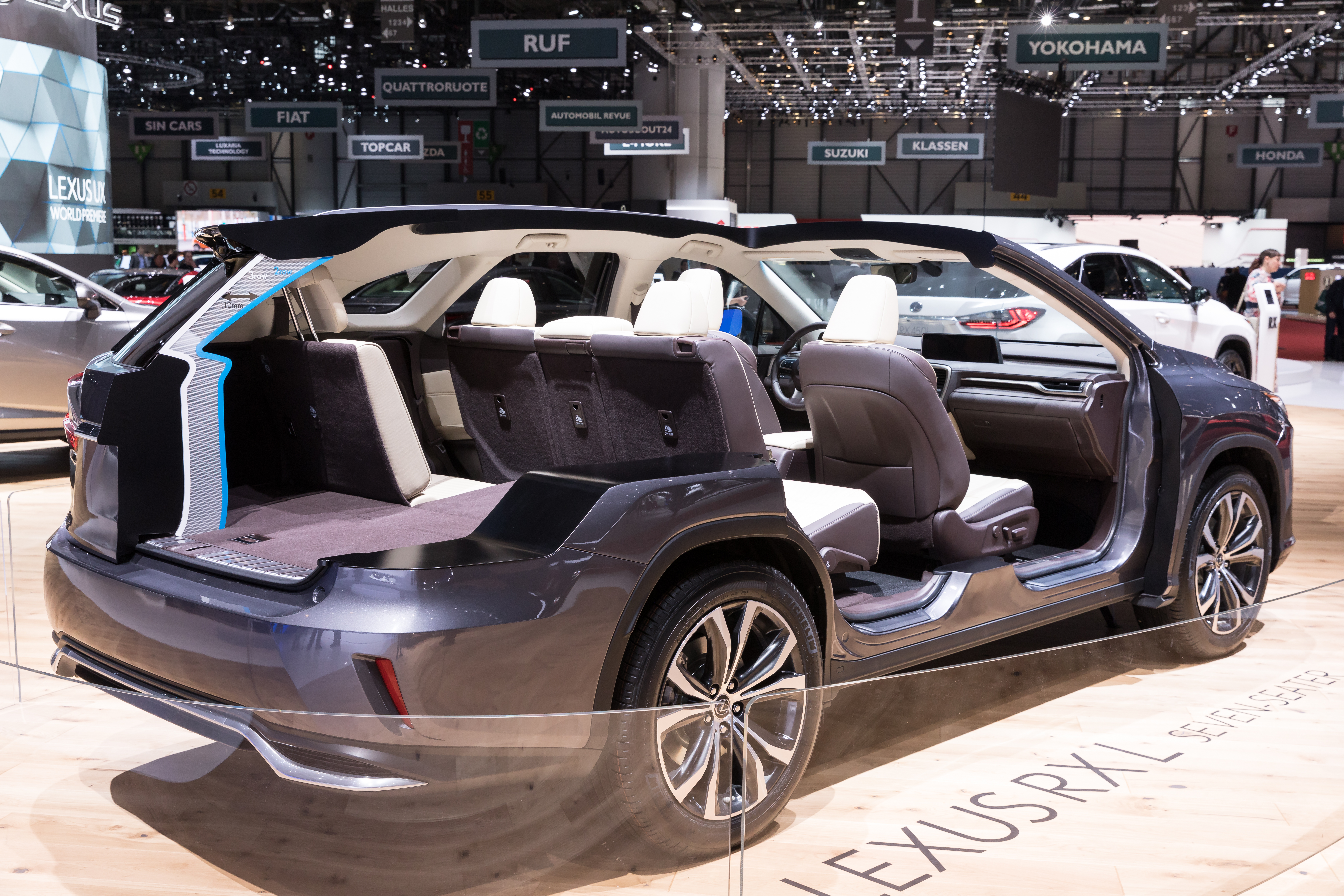
Schnittmodell des RX L mit Anzeige des längeren hinteren Überhangs

|                                                                   | RX 200t (2015–2022) 1         | RX 200t AWD (2015–2022) 1           | RX 350 (2015–2022, Russland)        | RX 450h (2015–2022)                         | RX L 450h (2018–2022)                       |
| Motorbauart und Zylinderanzahl                                    | R4-Ottomotor                  | R4-Ottomotor                        | V6-Ottomotor                        | V6-Ottomotor + Elektromotor                 | V6-Ottomotor + Elektromotor                 |
| Hubraum                                                           | 1998 cm³                      | 1998 cm³                            | 3456 cm³                            | 3456 cm³                                    | 3456 cm³                                    |
| Leistung                                                          | 175 kW (238 PS) bei 4800–5600 | 175 kW (238 PS) bei 4800–5600       | 220 kW (299 PS) bei 6300            | 193 kW (263 PS) bei 6000                    | 193 kW (263 PS) bei 6000                    |
| max. Drehmoment bei 1/min                                         | 350 Nm bei 1650–4000          | 350 Nm bei 1650–4000                | 370 Nm bei 4600–4700                | 335 Nm bei 4600                             | 335 Nm bei 4600                             |
| Elektromotor                                                      | −                             | −                                   | −                                   | 123 kW (hinten) + 50 kW (vorne) (167+68 PS) | 123 kW (hinten) + 50 kW (vorne) (167+68 PS) |
| Hochleistungsbatterie                                             | −                             | −                                   | −                                   | 288 V Nennspannung Nickel-Metallhydrid      | 288 V Nennspannung Nickel-Metallhydrid      |
| Systemleistung                                                    | −                             | −                                   | −                                   | 230 kW (313 PS)                             | 230 kW (313 PS)                             |
| Antrieb                                                           | Vorderradantrieb              | elektrischer Allradantrieb (E-FOUR) | elektrischer Allradantrieb (E-FOUR) | elektrischer Allradantrieb (E-FOUR)         | elektrischer Allradantrieb (E-FOUR)         |
| Getriebe                                                          | 6-Gang-Automatik              | 6-Gang-Automatik                    | 8-Gang-Automatik                    | Stufenlose Automatik                        | Stufenlose Automatik                        |
| Höchstgeschwindigkeit, km/h                                       | 200                           | 200                                 | 200                                 | 200                                         | 180                                         |
| Beschleunigung 0–100 km/h in s                                    | 9,2                           | 9,5                                 | 8,2                                 | 7,7                                         | 8,0                                         |
| Kraftstoffverbrauch (nach EWG-Richtlinie, kombiniert) in l/100 km | 7,8–7,9 Super                 | 7,9–8,1 Super                       | 9,0 Super                           | 5,2–5,5 Super                               | 5,9–6,0 Super                               |
| CO2-Emission, kombiniert in g/km                                  | 181–184                       | 184–189                             | 210                                 | 120–127                                     | 136–138                                     |
| Tankinhalt                                                        | 72 L                          | 72 L                                | 72 L                                | 65 L                                        | 65 L                                        |
| Grundpreis (Deutschland inkl. MwSt.)                              | 49.900 €                      | 51.250 €                            |                                     | 58.900 €                                    | 67.000 €                                    |

## AL30 (seit 2022)
Die fünfte Generation des RX wurde am 31. Mai 2022 vorgestellt. Technisch baut sie wie der kleinere NX der zweiten Generation auf der K-Skalierung der Toyota New Global Architecture auf. Die Länge blieb gegenüber dem Vorgänger unverändert; dabei wurde der Radstand sechs Zentimeter und der Laderaum fünf Zentimeter länger. Kotflügel und Motorhaube bestehen aus Aluminium.
Es gibt ihn in verschiedenen Ausstattungsvarianten als RX 350, RX 350h, RX 450h+ (Plug-in-Hybrid) sowie als Topmodell RX 500h F Sport. Der hier eingebaute 2,4-Liter Turbo mit Hybrid leistet 273 kW (371 PS) und hat ein maximales Drehmoment von 551 Nm. Die Kraft wird über eine Sechsgang-Automatik auf alle vier Räder übertragen. Eine Langversion wird nicht mehr angeboten, sie wurde durch den TX ersetzt. Auf Wunsch ist ein digitaler Rückspiegel erhältlich.

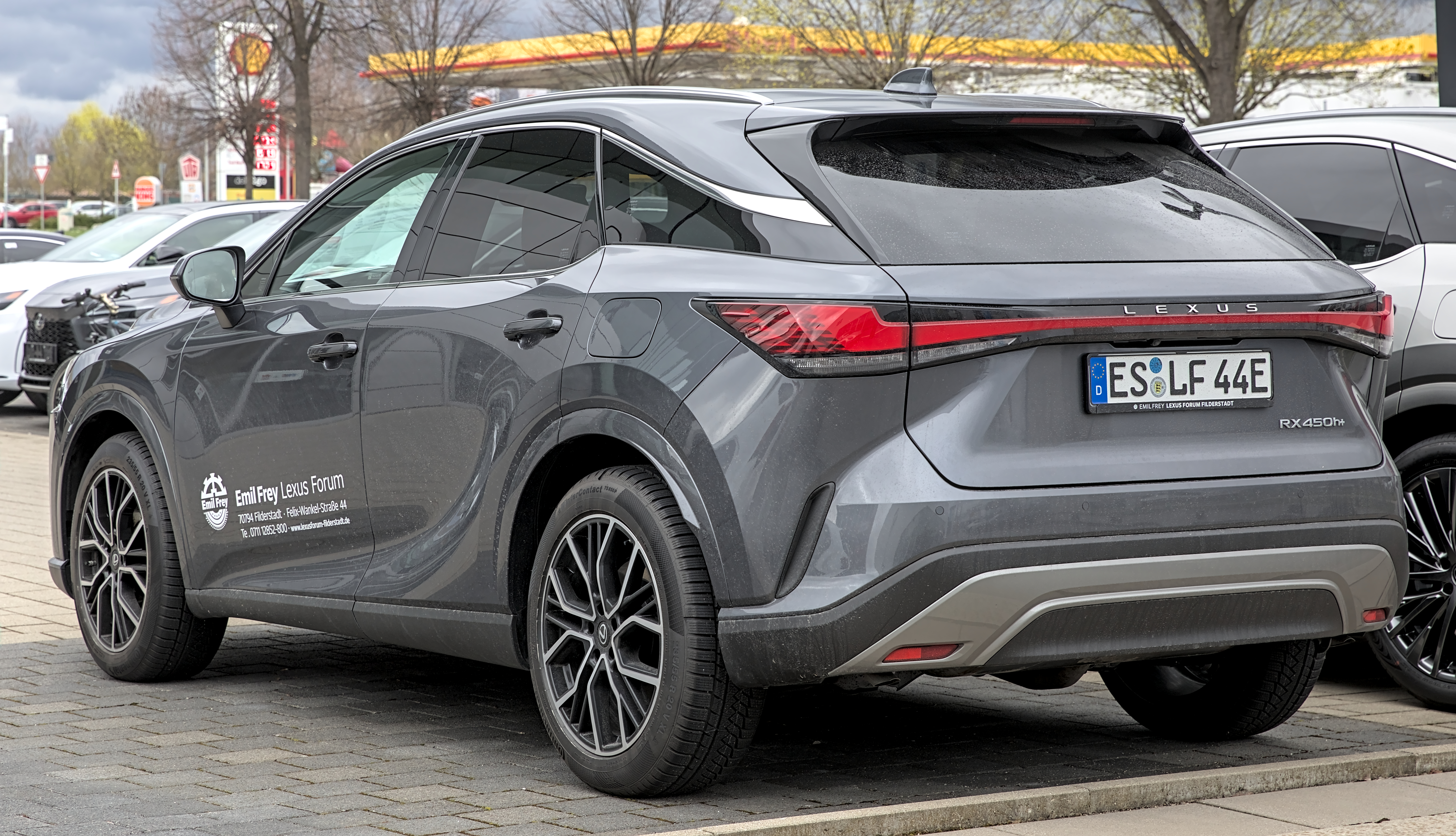
Heckansicht
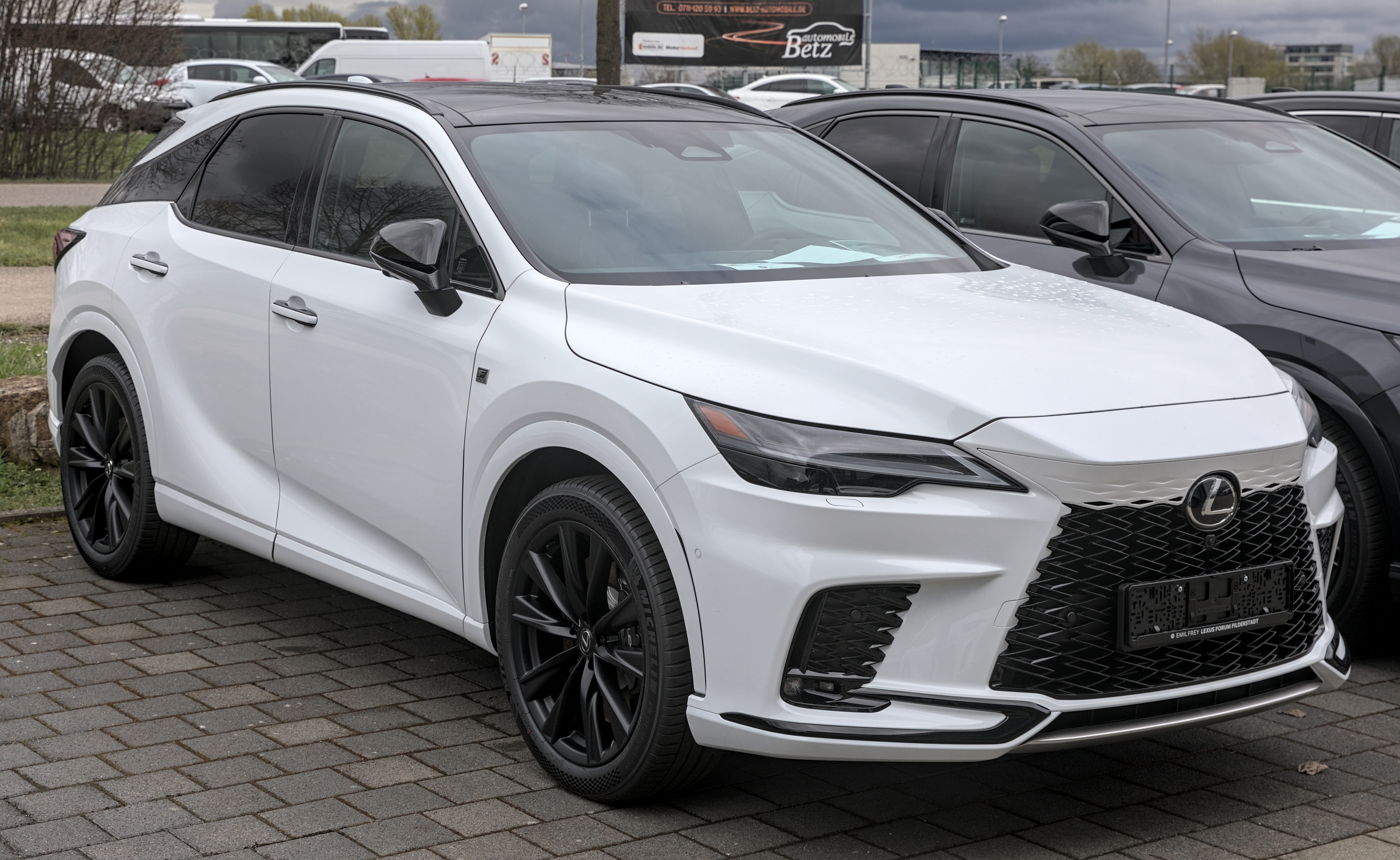
Lexus RX 500h F Sport (seit 2022)
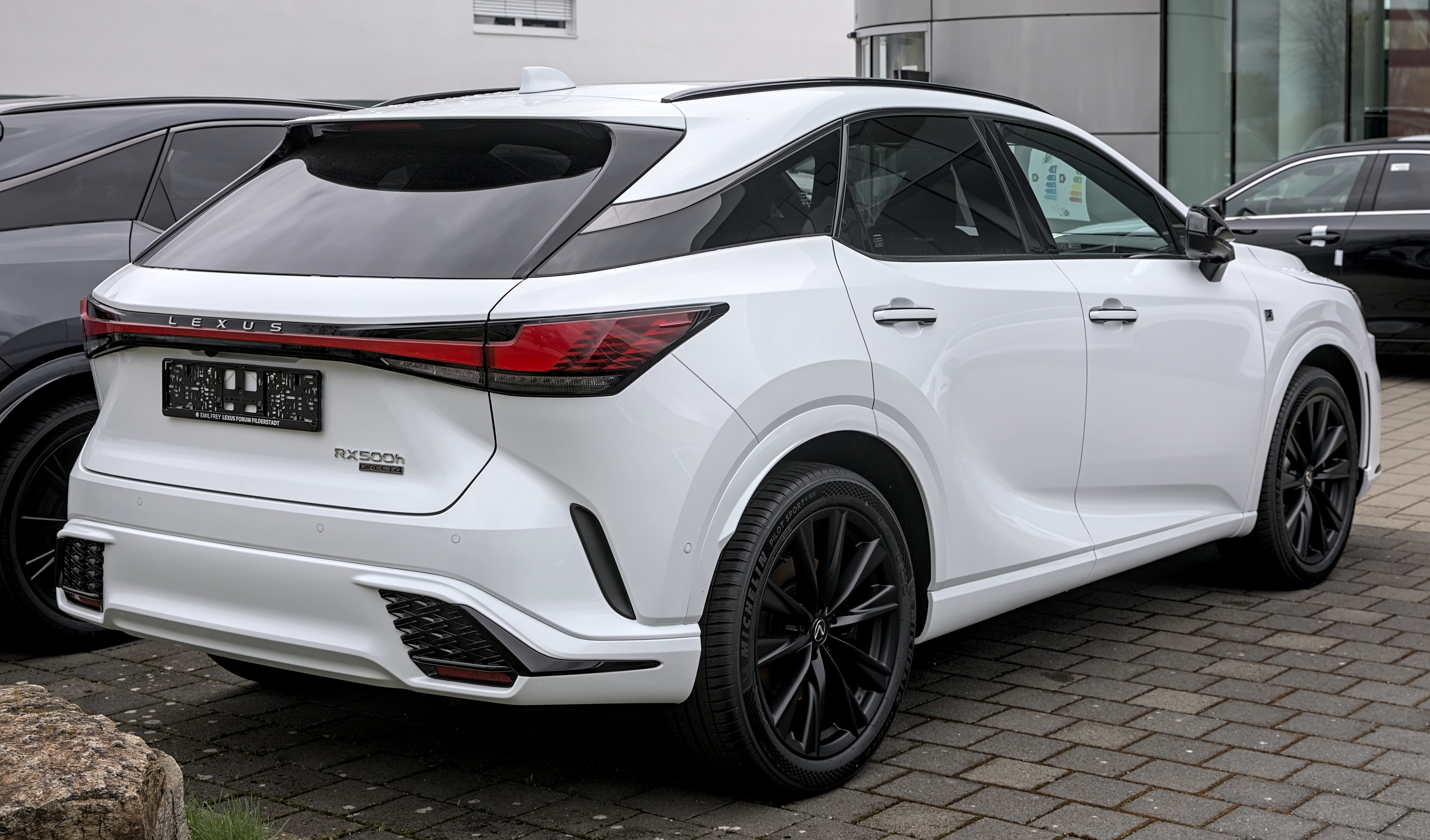
Heckansicht
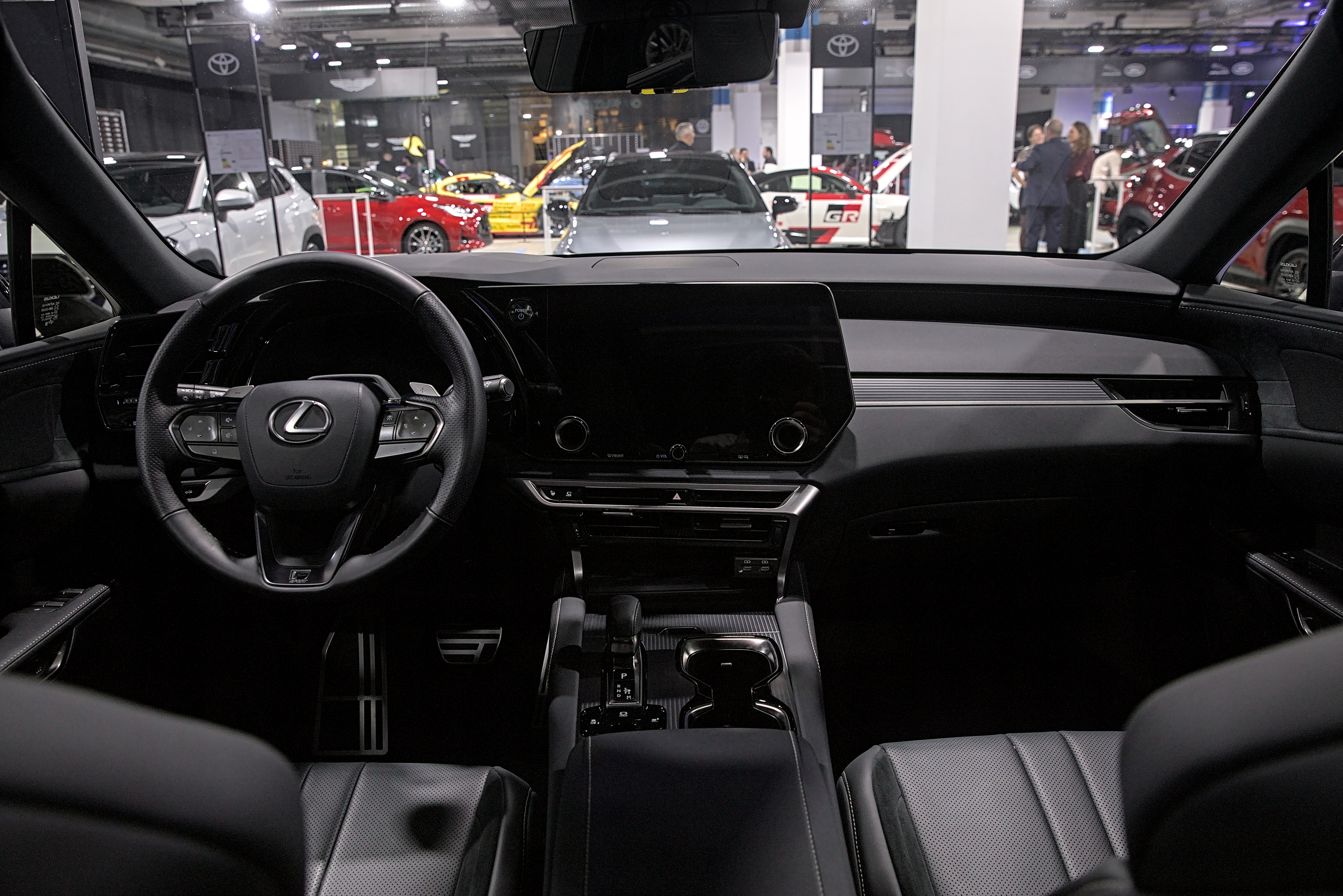
Cockpit

### Sicherheit
Ende 2022 wurde das Fahrzeug vom Euro NCAP auf die Fahrzeugsicherheit getestet. Es erhielt fünf von fünf möglichen Sternen.

### Technische Daten
|                                                        | RX 350 2                      | RX 350 3                 | RX 350h                     | RX 350h                     | RX 500h                     | RX 500h                     | RX 450h+                    | RX 450h+                    |
| Bauzeitraum                                            | seit 12/2022                  | seit 12/2022             | 12/2022–10/2023             | seit 10/2023                | 12/2022–10/2023             | seit 10/2023                | 12/2022–10/2023             | seit 10/2023                |
| Motorkenndaten                                         |                               |                          |                             |                             |                             |                             |                             |                             |
| Motortyp                                               | R4-Ottomotor                  | R4-Ottomotor             | R4-Ottomotor + Elektromotor | R4-Ottomotor + Elektromotor | R4-Ottomotor + Elektromotor | R4-Ottomotor + Elektromotor | R4-Ottomotor + Elektromotor | R4-Ottomotor + Elektromotor |
| Motoraufladung                                         | Turbolader                    | Turbolader               | —                           | —                           | Turbolader                  | Turbolader                  | —                           | —                           |
| Hubraum                                                | 2393 cm³                      | 2393 cm³                 | 2487 cm³                    | 2487 cm³                    | 2393 cm³                    | 2393 cm³                    | 2487 cm³                    | 2487 cm³                    |
| max. Leistung Ottomotor                                | 183 kW (249 PS) bei 4500–6000 | 205 kW (279 PS) bei 6000 | 140 kW (190 PS) bei 6000    | 140 kW (190 PS) bei 6000    | 200 kW (272 PS) bei 6000    | 200 kW (272 PS) bei 6000    | 136 kW (185 PS) bei 6000    | 136 kW (185 PS) bei 6000    |
| max. Elektroleistung Vorderachse                       | —                             | —                        | 134 kW (182 PS)             | 134 kW (182 PS)             | 64 kW (87 PS)               | 64 kW (87 PS)               | 134 kW (182 PS)             | 134 kW (182 PS)             |
| max. Elektroleistung Hinterachse                       | —                             | —                        | 40 kW (54 PS)               | 40 kW (54 PS)               | 76 kW (103 PS)              | 76 kW (103 PS)              | 40 kW (54 PS)               | 40 kW (54 PS)               |
| max. Systemleistung                                    | —                             | —                        | 184 kW (250 PS)             | 184 kW (250 PS)             | 273 kW (371 PS)             | 273 kW (371 PS)             | 227 kW (309 PS)             | 227 kW (309 PS)             |
| max. Drehmoment Ottomotor bei 1/min                    | 430 Nm bei 1700–3600          | 430 Nm bei 1700–3600     | 239 Nm bei 4300–4500        | 239 Nm bei 4300–4500        | 460 Nm bei 2000–3000        | 460 Nm bei 2000–3000        | 227 Nm bei 3200–3700        | 227 Nm bei 3200–3700        |
| max. Drehmoment Elektromotor Vorderachse               | —                             | —                        | 270 Nm                      | 270 Nm                      | 292 Nm                      | 292 Nm                      | 270 Nm                      | 270 Nm                      |
| max. Drehmoment Elektromotor Hinterachse               | —                             | —                        | 121 Nm                      | 121 Nm                      | 169 Nm                      | 169 Nm                      | 121 Nm                      | 121 Nm                      |
| max. Systemdrehmoment                                  | —                             | —                        | k. A.                       | k. A.                       | 551 Nm                      | 551 Nm                      | k. A.                       | k. A.                       |
| Batteriegröße                                          | —                             | —                        | k. A.                       | k. A.                       | k. A.                       | k. A.                       | 18,1 kWh                    | 18,1 kWh                    |
| Kraftübertragung                                       |                               |                          |                             |                             |                             |                             |                             |                             |
| Antrieb, serienmäßig                                   | Allradantrieb                 | Allradantrieb            | Allradantrieb               | Allradantrieb               | Allradantrieb               | Allradantrieb               | Allradantrieb               | Allradantrieb               |
| Getriebe, serienmäßig                                  | 8-Gang-Automatik              | 8-Gang-Automatik         | Stufenloses Getriebe        | Stufenloses Getriebe        | 6-Gang-Automatik            | 6-Gang-Automatik            | Stufenloses Getriebe        | Stufenloses Getriebe        |
| Messwerte                                              |                               |                          |                             |                             |                             |                             |                             |                             |
| Leergewicht                                            | 1995–2075 kg                  | 1995–2075 kg             | 2040–2140 kg                | 2040–2140 kg                | 2175–2265 kg                | 2175–2265 kg                | 2185–2315 kg                | 2185–2315 kg                |
| Höchstgeschwindigkeit                                  | 200 km/h                      | 200 km/h                 | 200 km/h                    | 200 km/h                    | 210 km/h                    | 210 km/h                    | 200 km/h                    | 200 km/h                    |
| Beschleunigung, 0–100 km/h                             | 7,6 s                         | 7,6 s                    | 7,9 s                       | 7,9 s                       | 6,2 s                       | 6,2 s                       | 6,5 s                       | 6,5 s                       |
| Kraftstoffverbrauch auf 100 km (nach WLTP, kombiniert) | 9,6 l Super                   | 9,6 l Super              | 6,3–6,6 l Super             | 6,3–6,4 l Super             | 8,0–8,3 l Super             | 8,0–8,1 l Super             | 1,1–1,2 l Super             | 1,1 Super                   |
| CO2-Emission (kombiniert)                              | 219 g/km                      | 219 g/km                 | 142–149 g/km                | 143–145 g/km                | 182–189 g/km                | 182–184 g/km                | 24–26 g/km                  | 25 g/km                     |
| Tankinhalt                                             | 68 l                          | 68 l                     | 65 l                        | 65 l                        | 65 l                        | 65 l                        | 55 l                        | 55 l                        |
| Abgasnorm nach EU-Klassifikation                       | k. A.                         | k. A.                    | Euro 6d                     | Euro 6e                     | Euro 6d                     | Euro 6e                     | Euro 6d                     | Euro 6e                     |